# Beljavski
Beljavski je priimek več oseb:
- Vitalij Andrejevič Beljavski, sovjetski general
- Sergej Ivanovič Beljavski, ruski astronom
- Aleksander Beljavski, slovenski šahovski velemojster